# Mălăiești, Orhei
Mălăiești este satul de reședință al comunei cu același nume din raionul Orhei, Republica Moldova.

## Galerie de imagini

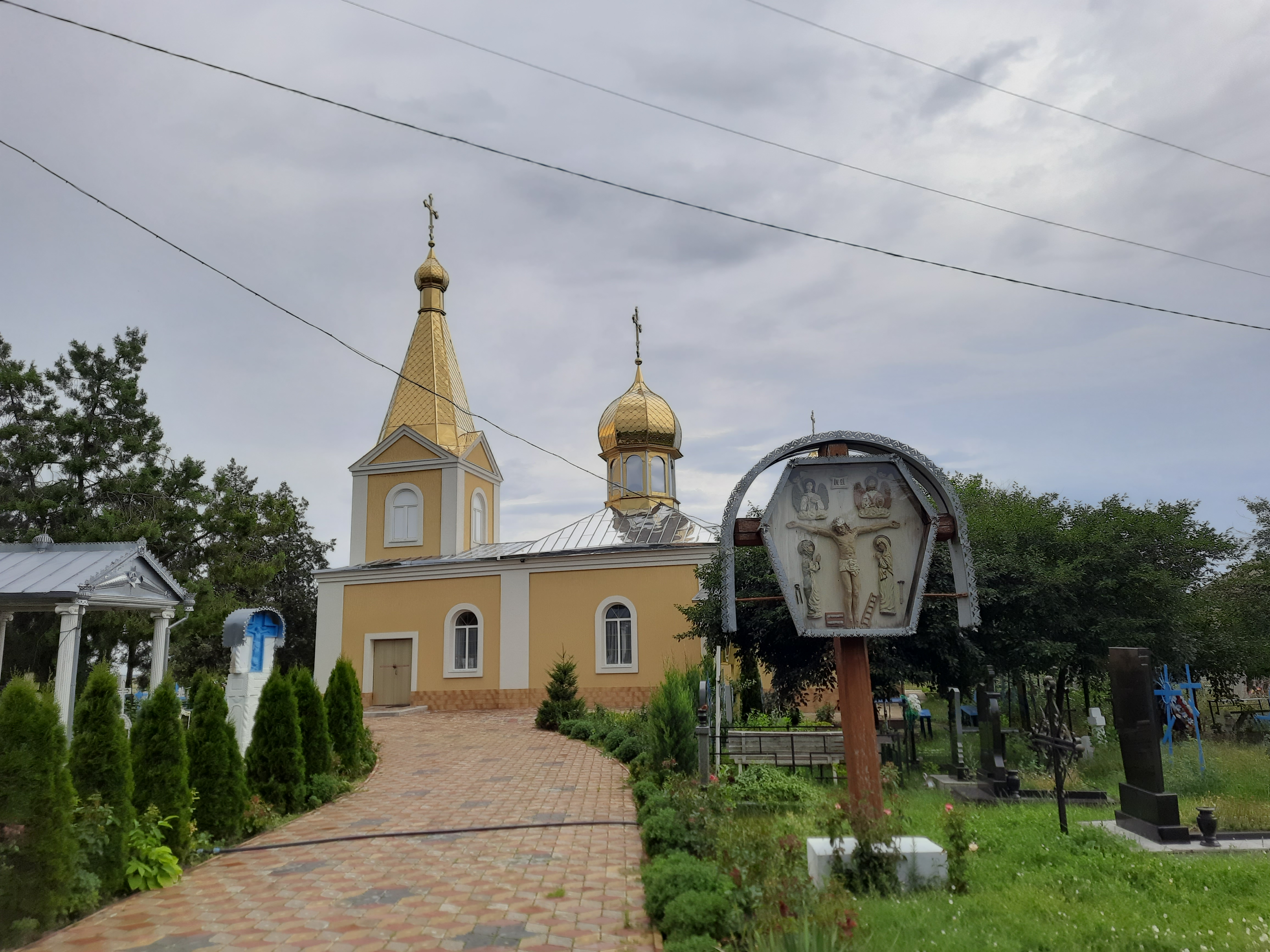
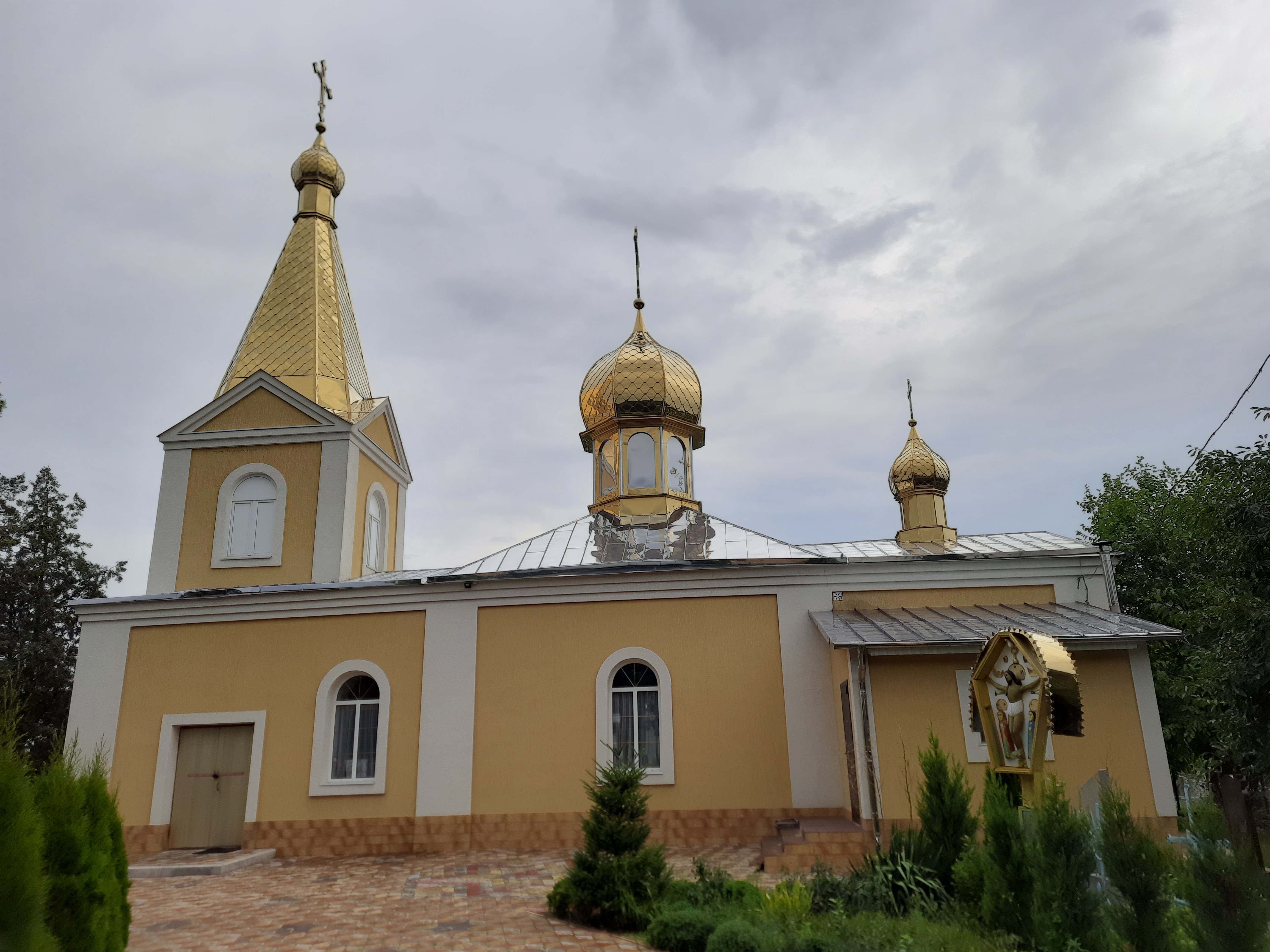
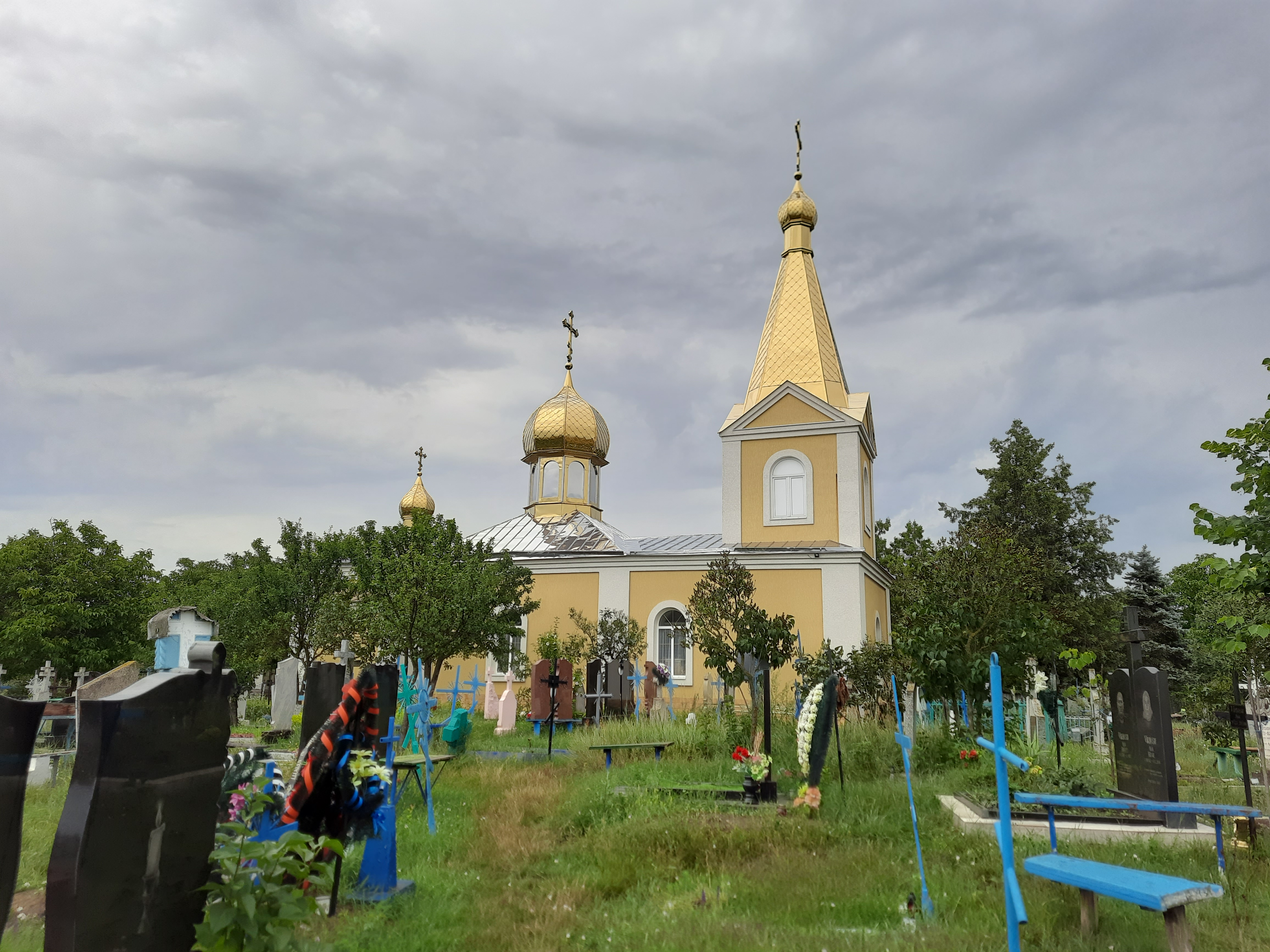
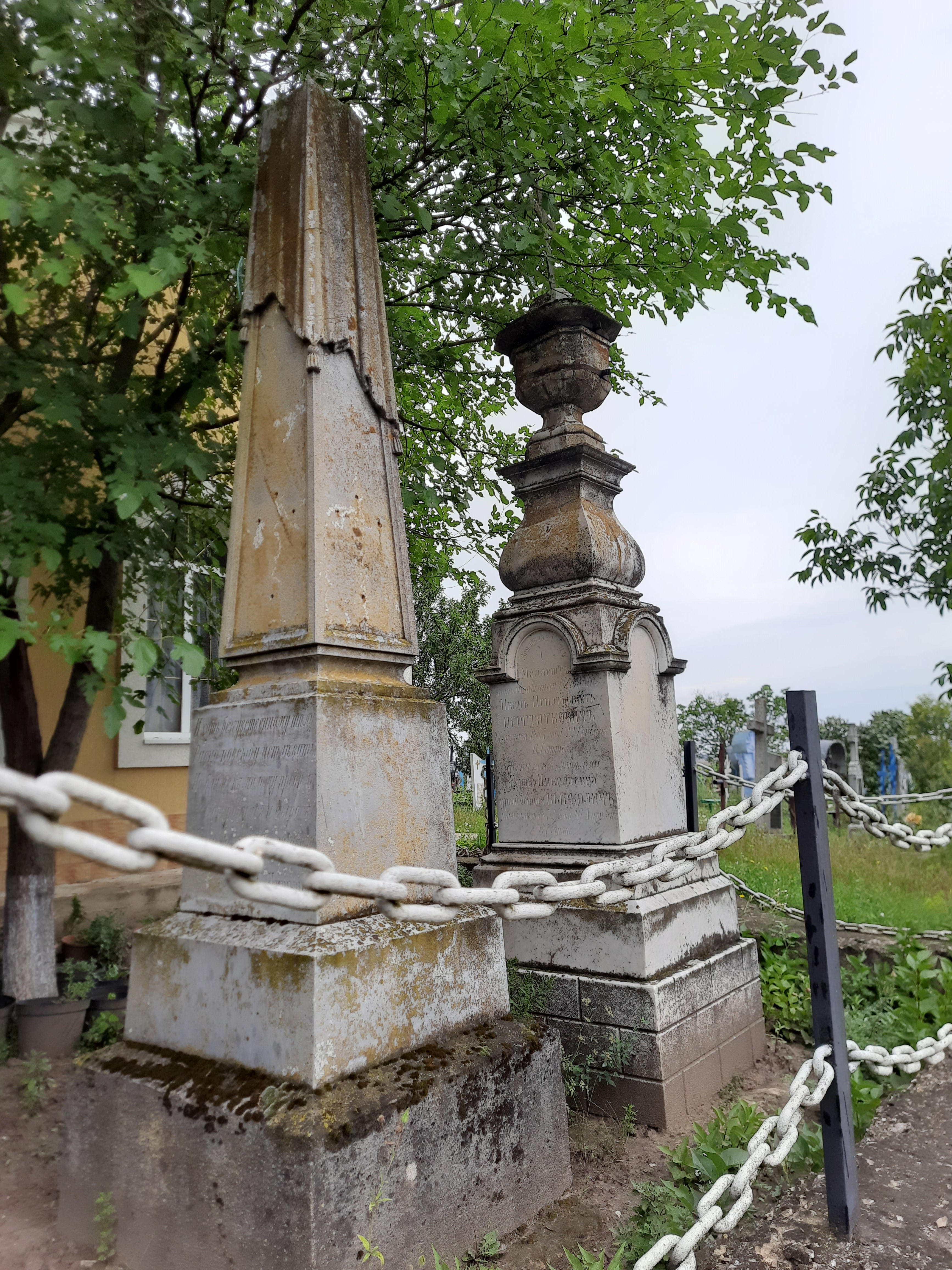
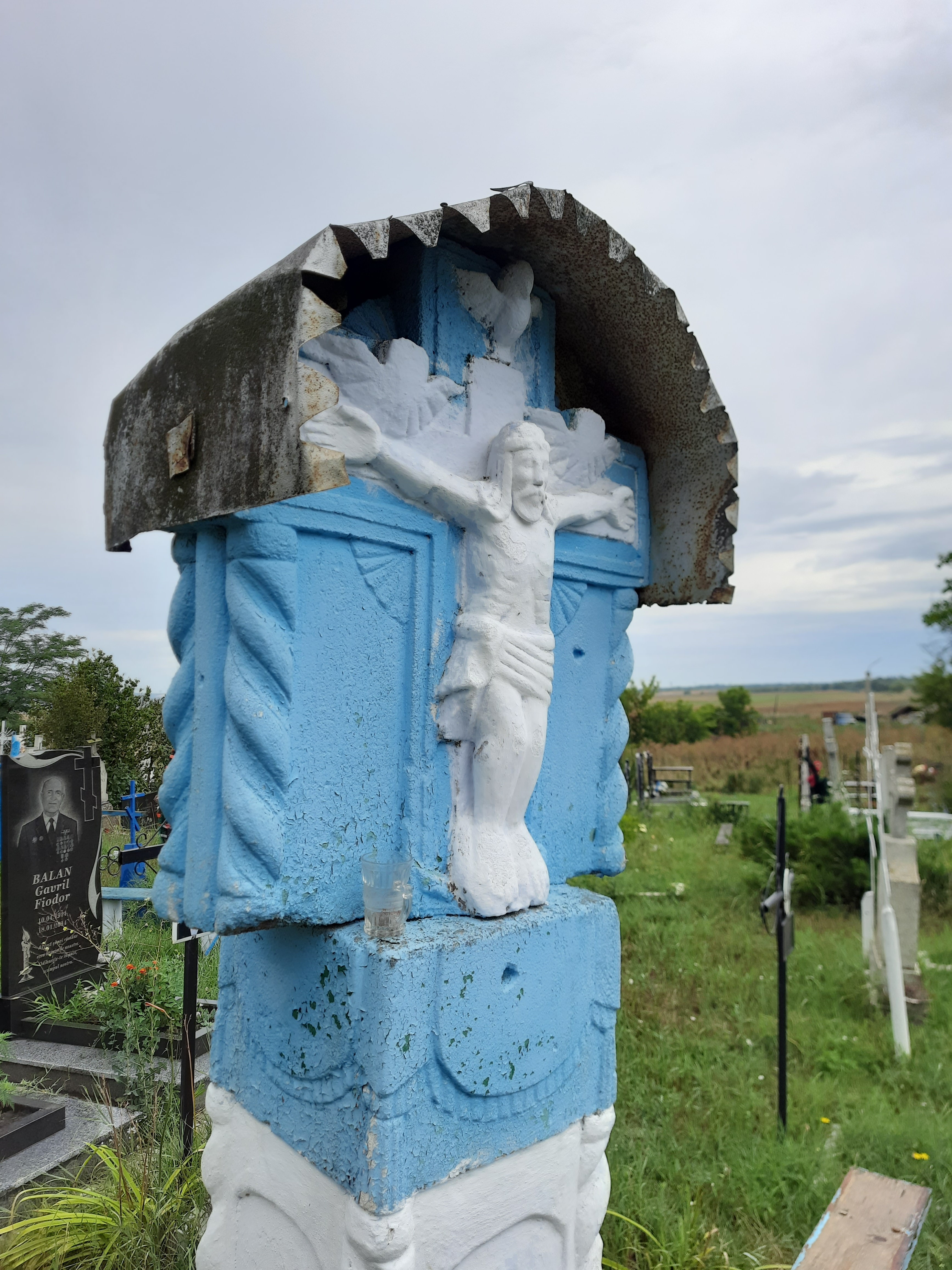
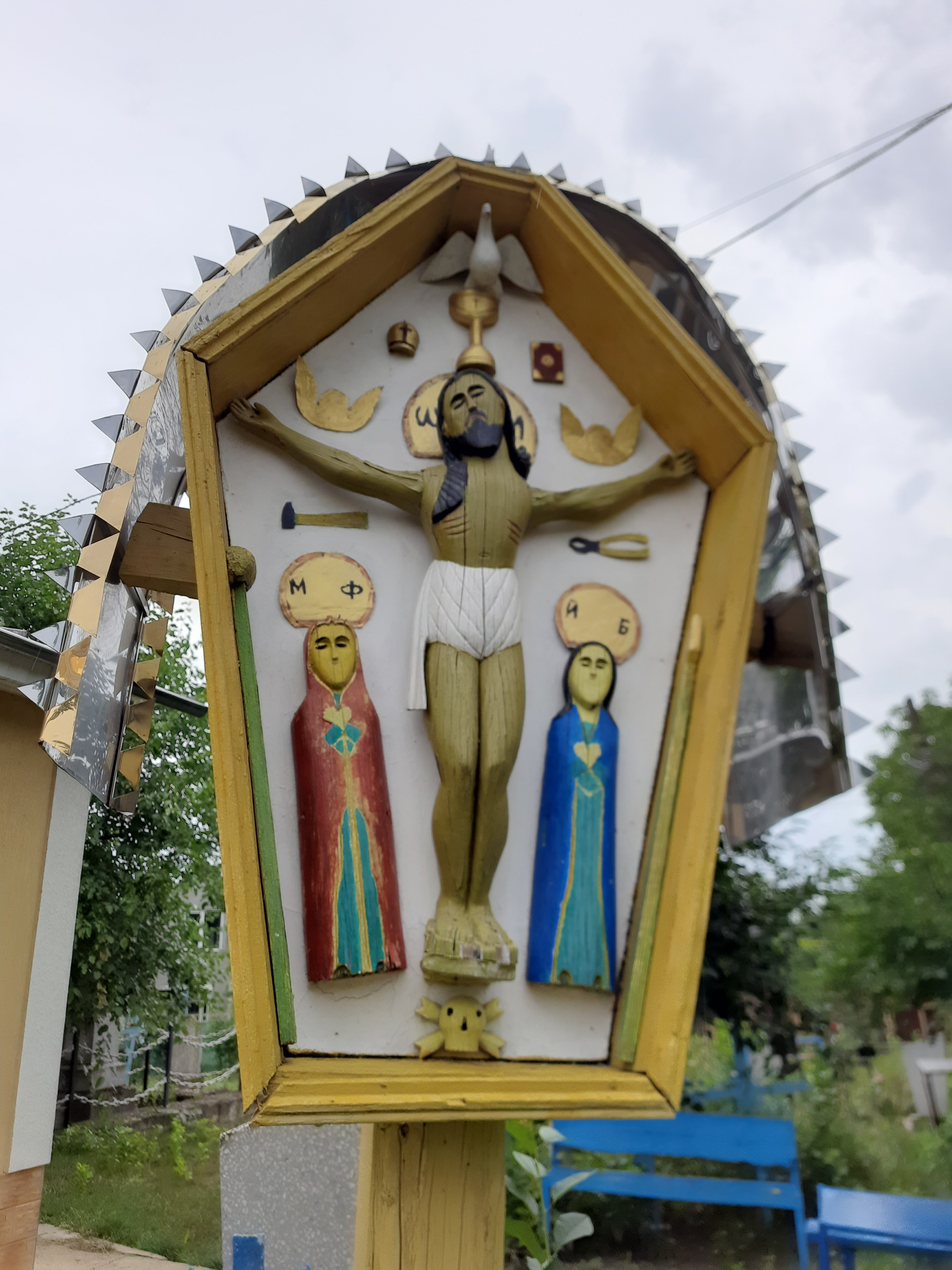
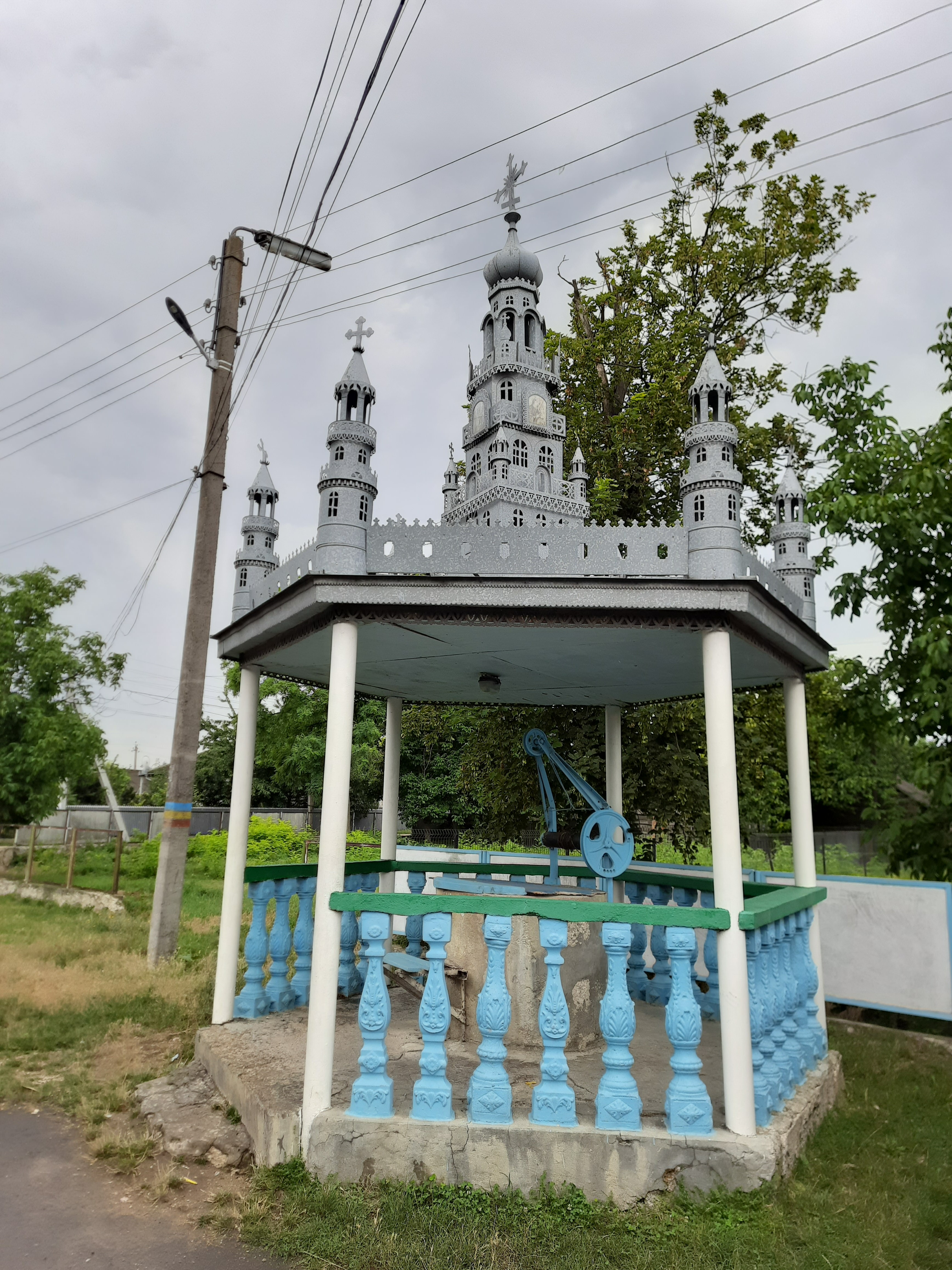

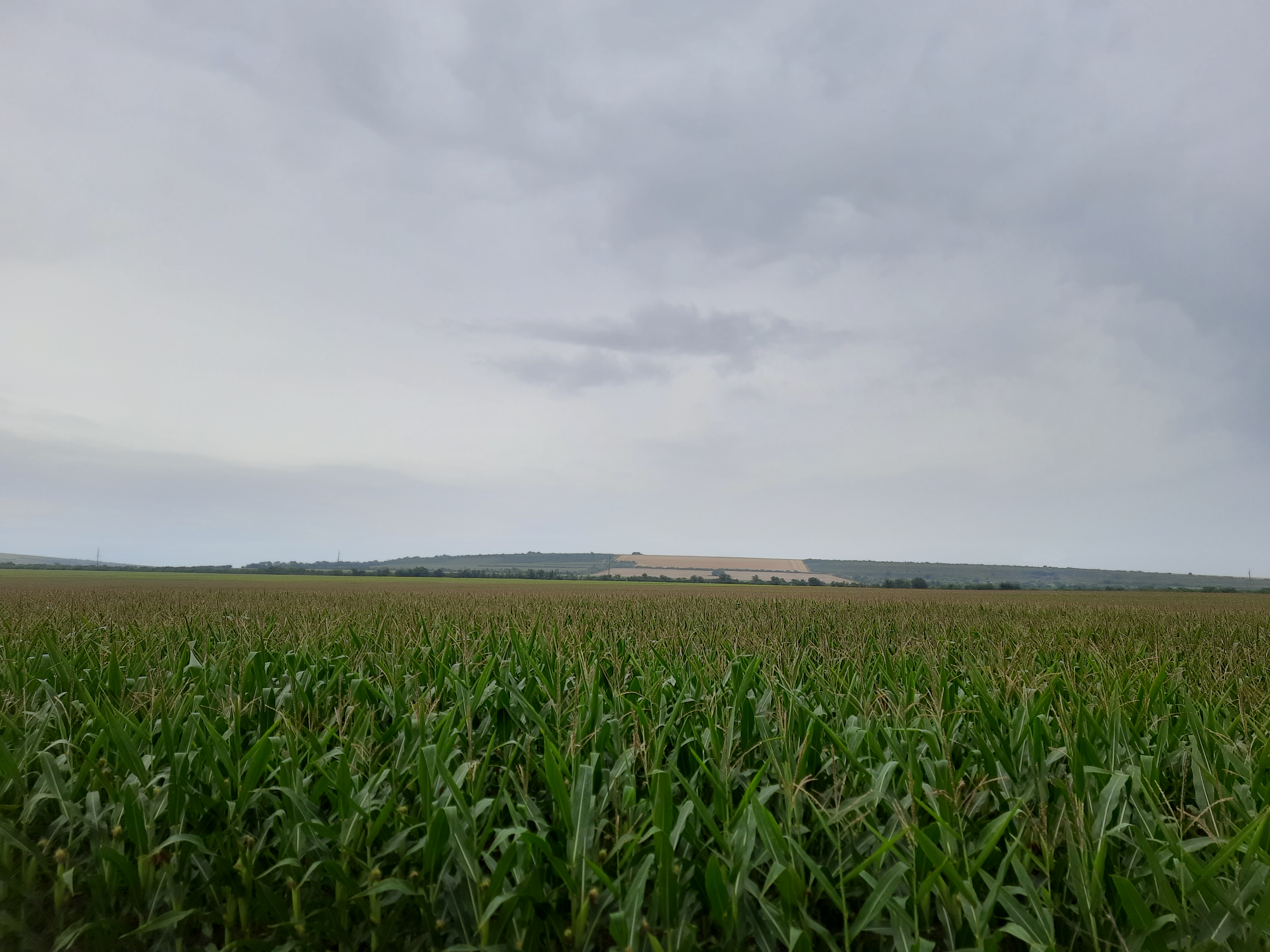
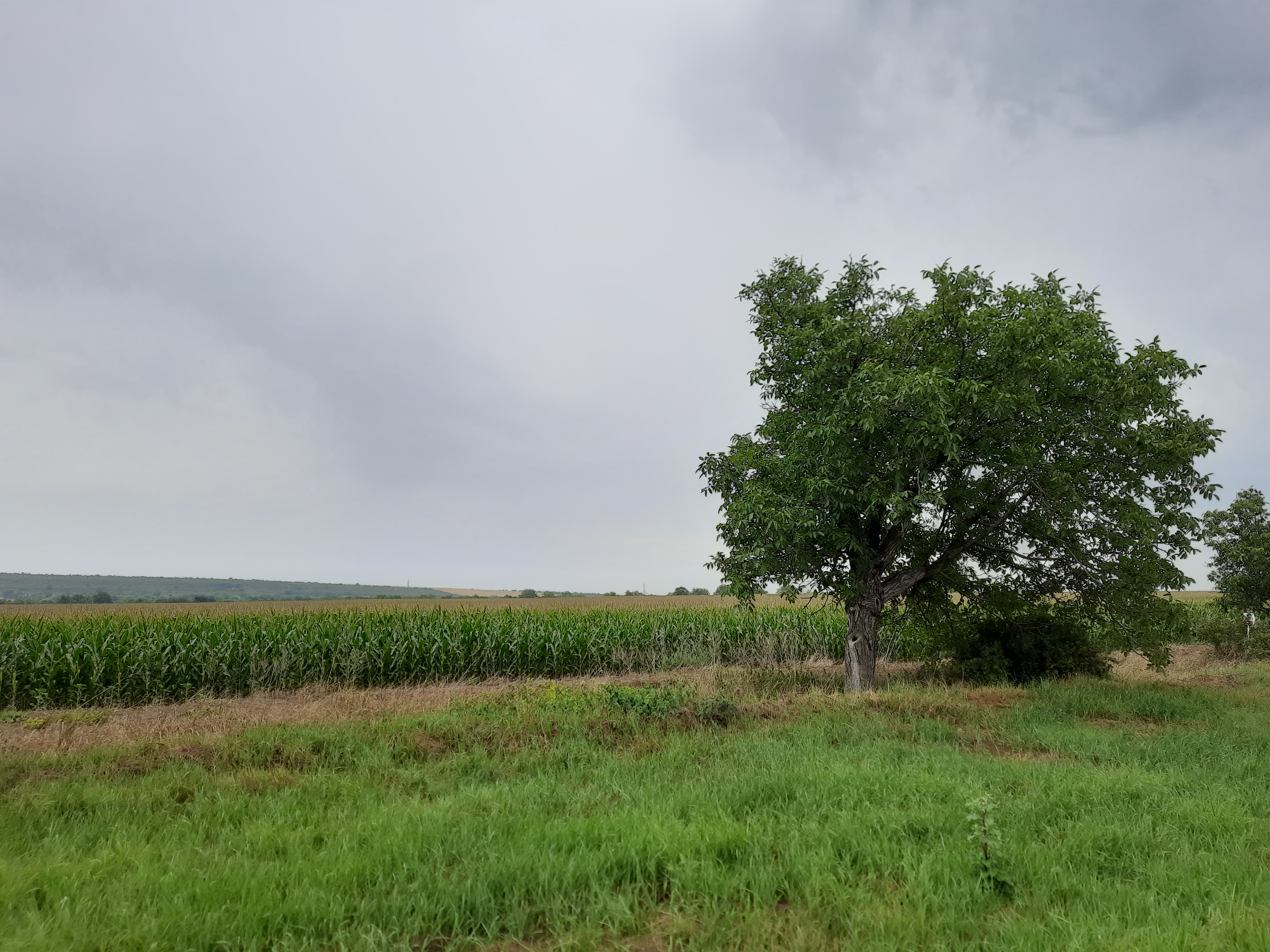
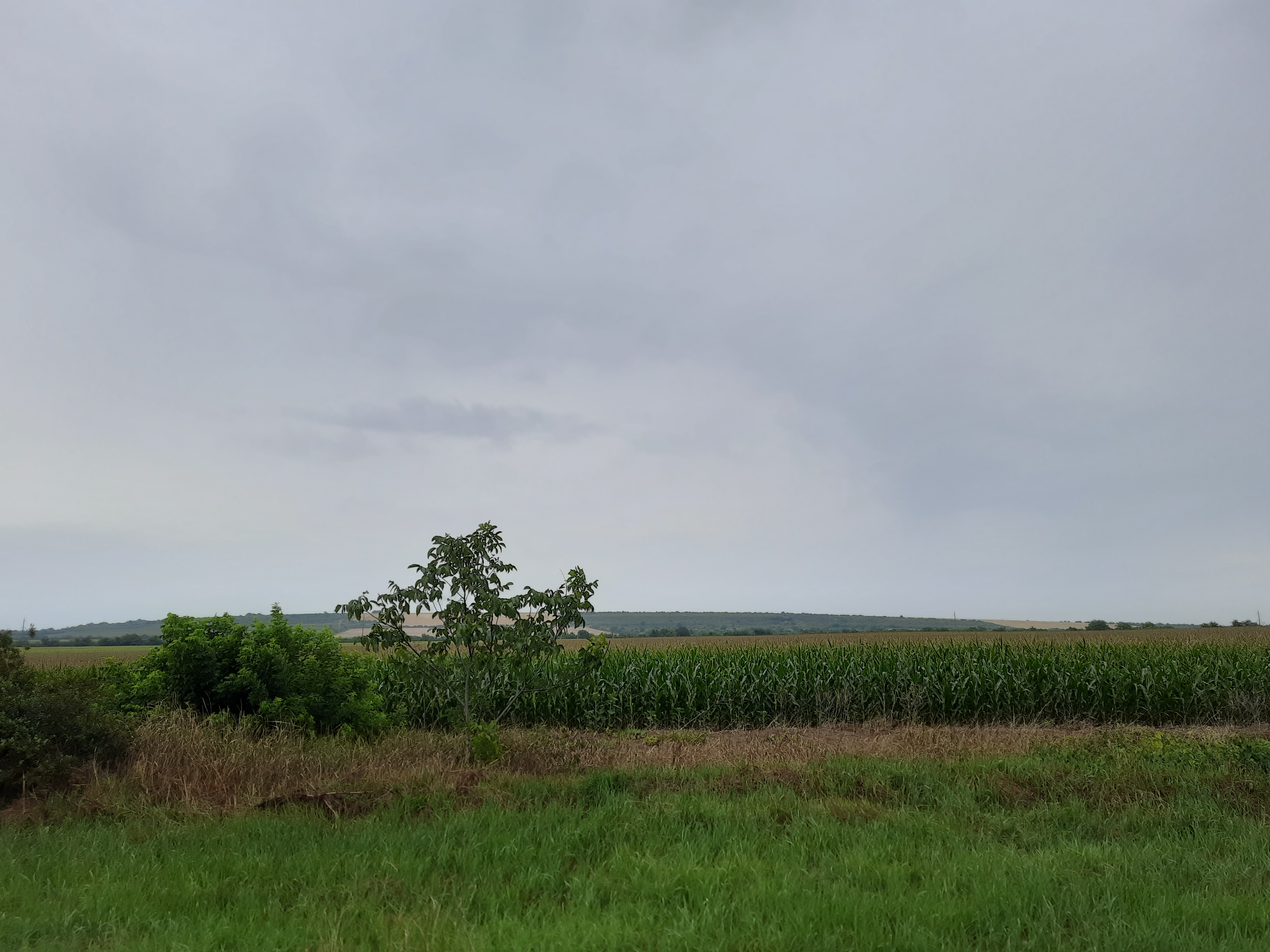

Biserica „Adormirea Maicii Domnului”
Peisaje adiacente localității

## Personalități

### Născuți în Mălăiești
- Gheorghi Peretiatkovici (1840–1908), profesor și istoric țarist rus
- Eugeniu Șlopac (n. 1951), politician, fost viceprim-ministru și Ministru al economiei (1999-2000)
- Alexandru Namașco (n. 1981), fotbalist